# 4936 Butakov
4936 Butakov este un asteroid din centura principală, descoperit pe 22 octombrie 1985 de Liudmila Juravliova.